# Fake Love (singel BTS)
„Fake Love” – koreański singel południowokoreańskiej grupy BTS, wydany 18 maja 2018 roku. Utwór promował album Love Yourself: Tear. Piosenka zdobyła złoty certyfikat RIAA za sprzedaż ponad 500 000 egzemplarzy. Utwór uplasował się na szczycie wszystkich głównych koreańskich list przebojów zdobywając status Perfect All-Kill.
Japońska wersja tego utworu pojawiła się na singlu „FAKE LOVE/Airplane pt.2” 7 listopada 2018 roku.

## Lista utworów
Singel koreański
| CD | CD           | CD                       | CD        | CD      |
| Nr | Tytuł utworu | Słowa i muzyka           | Produkcja | Długość |
| -- | ------------ | ------------------------ | --------- | ------- |
| 1. | „FAKE LOVE”  | Pdogg, "Hitman" Bang, RM | Pdogg     | 4:02    |

## Notowania
| Lista                                    | Najwyższa pozycja |
| ---------------------------------------- | ----------------- |
| Gaon Weekly Digital Chart                | 1                 |
| K-pop Hot 100                            | 1                 |
| Argentina Hot 100                        | 49                |
| Top 50 Singles (Australia)               | 36                |
| Ö3 Austria Top 40                        | 22                |
| Ultratop 50 Singles (Belgia)             | 34                |
| Billboard Canadian Hot 100 (Kanada)      | 22                |
| Singles Digitál Top 100 (Czechy)         | 43                |
| Single Top 40 (Estonia)                  | 6                 |
| SNEP (Francja)                           | 22                |
| Billboard Digital Song Sales (Finlandia) | 1                 |
| Official German Charts (Niemcy)          | 56                |
| Single Top 40 (Węgry)                    | 1                 |
| Stream Top 40 (Węgry)                    | 13                |
| IRMA                                     | 67                |
| Japan Hot 100 (Billboard)                | 5                 |
| RIM (Malezja)                            | 1                 |
| Heatseeker Singles (RMNZ, Nowa Zelandia) | 35                |
| Tophit (Rosja)                           | 40                |
| Official Charts Company (Szkocja)        | 36                |
| Singles Digitál Top 100 (Słowacja)       | 30                |
| Promusicae (Hiszpania)                   | 86                |
| Sverigetopplistan (Szwecja)              | 54                |
| Schweizer Hitparade (Szwajcaria)         | 41                |
| OCC (UK)                                 | 42                |
| US Billboard Hot 100                     | 10                |
| US World Digital Chart                   | 1                 |

| Lista         | Najwyższa pozycja |
| ------------- | ----------------- |
| Japan Hot 100 | 1                 |

| Program                   | Data            | Źródło |
| ------------------------- | --------------- | ------ |
| Music Bank (KBS2)         | 25 maja 2018    | [ 14 ] |
| Music Bank (KBS2)         | 1 czerwca 2018  | [ 15 ] |
| Music Bank (KBS2)         | 8 czerwca 2018  | [ 16 ] |
| Show! Music Core (MBC)    | 26 maja 2018    | [ 17 ] |
| Show! Music Core (MBC)    | 2 czerwca 2018  | [ 18 ] |
| Show! Music Core (MBC)    | 9 czerwca 2018  | [ 19 ] |
| Inkigayo (SBS)            | 27 maja 2018    | [ 20 ] |
| Inkigayo (SBS)            | 3 czerwca 2018  | [ 21 ] |
| Inkigayo (SBS)            | 10 czerwca 2018 | [ 21 ] |
| Show Champion (MBC Music) | 30 maja 2018    | [ 22 ] |
| M Countdown (Mnet)        | 31 maja 2018    | [ 23 ] |
| M Countdown (Mnet)        | 7 czerwca 2018  | [ 24 ] |